# タングルウッド音楽祭

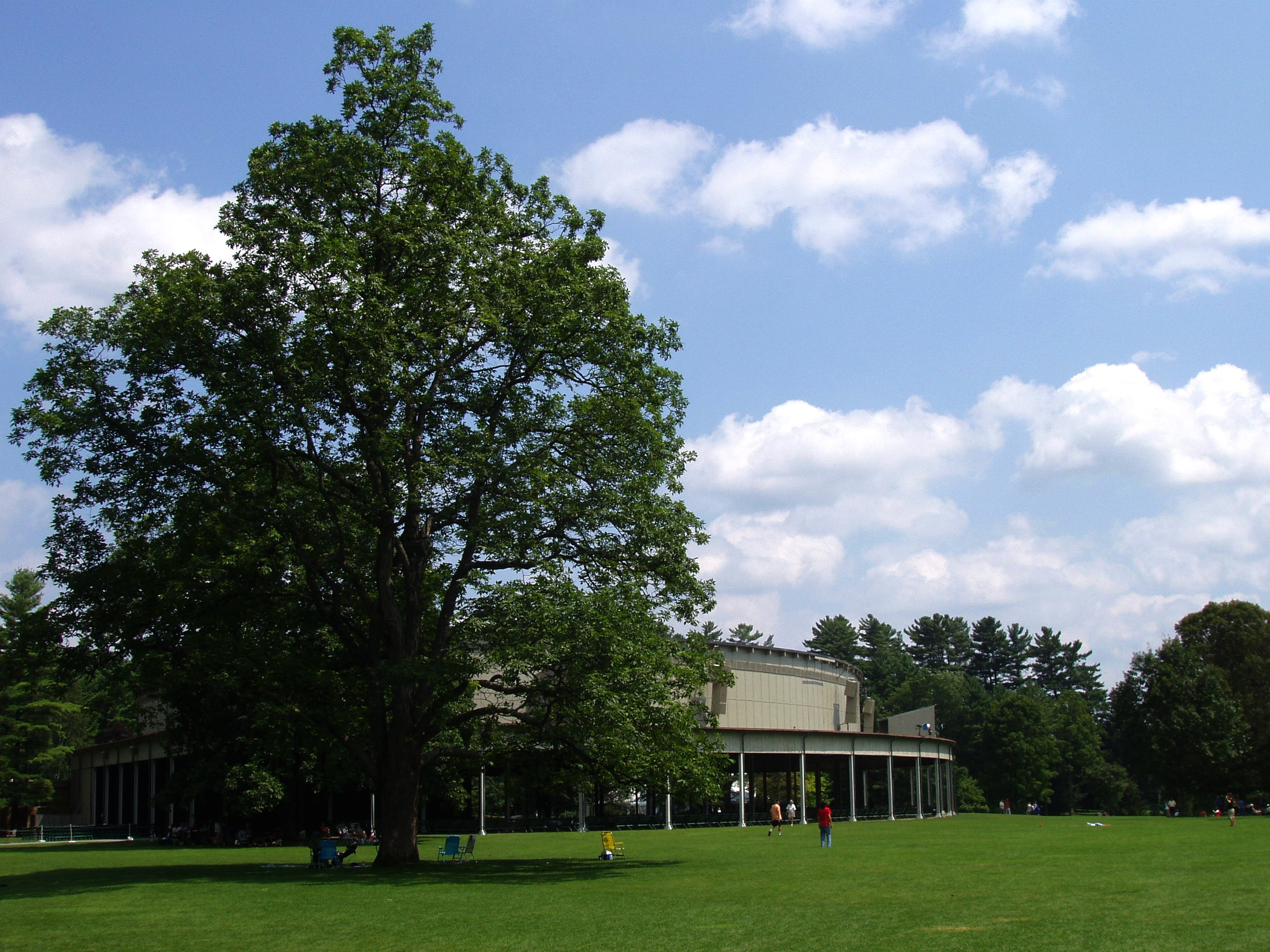
クーセヴィツキー・ミュージック・シェッド

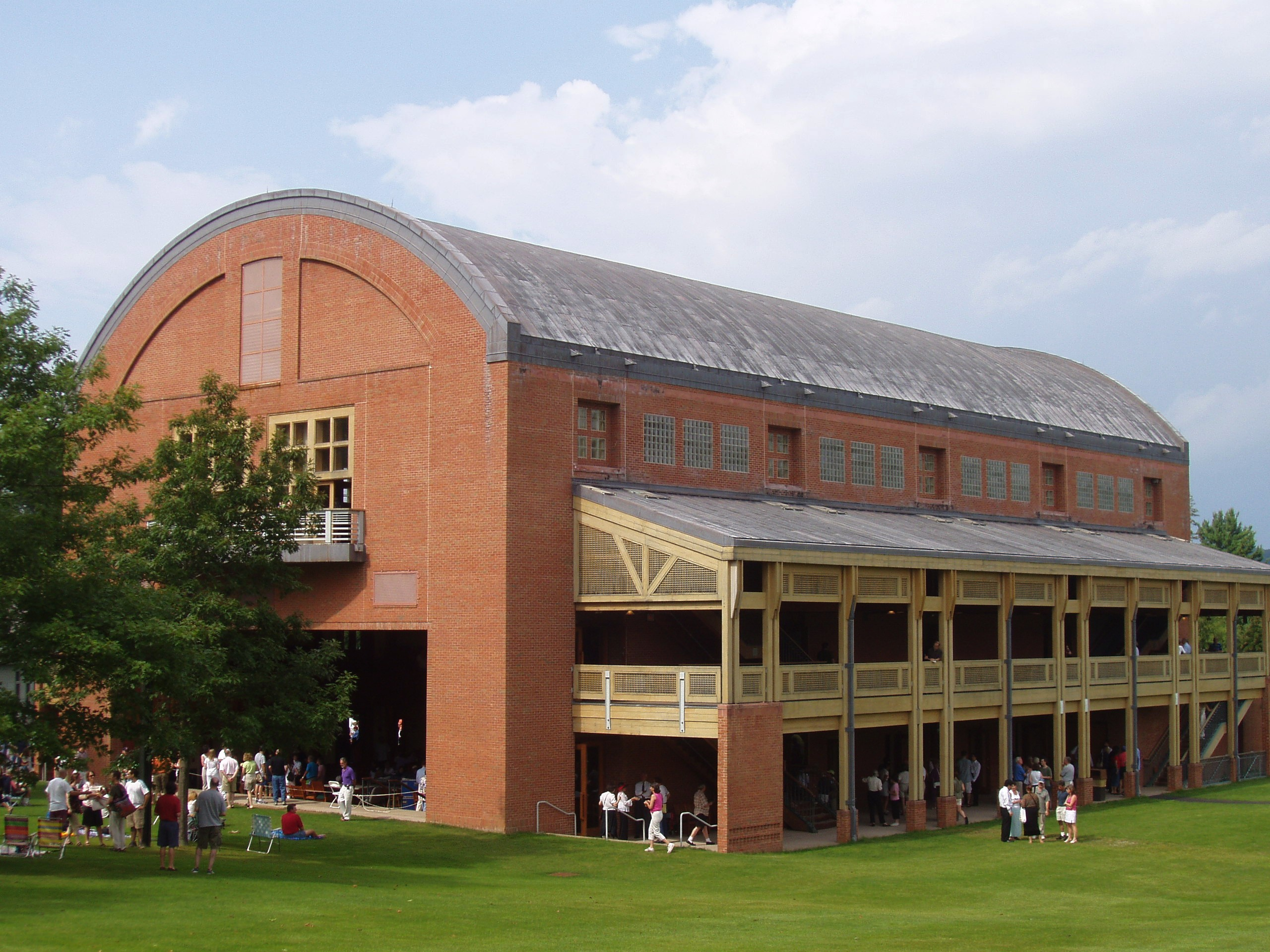
小澤征爾ホール

タングルウッド音楽祭（タングルウッドおんがくさい、英:Tanglewood Music Festival）は、アメリカ合衆国マサチューセッツ州西部バークシャー郡レノックスにあるタングルウッドで、毎年夏に開催される世界的に有名な音楽祭である。
室内楽、合唱、ミュージカル、現代音楽、ジャズ、ポップ・ミュージックなど、様々なジャンルのコンサートが数多く行なわれる。開催期間はクラシック音楽祭が6月から7月、ジャズ・フェスティバルが8月から9月にかけてである。音楽祭の期間中の観客数は35万人にのぼる。
タングルウッド音楽祭のレジデンス・オーケストラはボストン交響楽団であるが、多くのコンサートは他の演奏団体によっても催される。過去にセルゲイ・クーセヴィツキー、シャルル・ミュンシュ、レナード・バーンスタイン、小澤征爾 、ジェームズ・レヴァインなどが音楽監督を務めていた。
これまで出演した音楽家としてヨーヨー・マ、アンネ・ゾフィー・フォン・オッター、ピンカス・ズーカーマン、フレデリカ・フォン・シュターデ、ジョシュア・ベルらがいる。またアーロン・コープランドやオスバルド・ゴリホフらがレジデント作曲家を務めたことがある。